# 모딜리아니 (영화)
모딜리아니(Modigliani)는 영국에서 제작된 믹 데이비스 감독의 2004년 드라마 영화이다. 앤디 가르시아 등이 주연으로 출연하였고 안드레 드자위 등이 제작에 참여하였다.

## 출연

### 주연
- 앤디 가르시아
- 엘자 질버스테인

### 조연
- 이폴리트 지라르도
- 오미드 다릴리
- 에바 헤르지고바
- 우도 키에르

## 제작진
- 제작책임: 뤽 캠포
- 공동제작: 안드레이 본시
- 공동제작: 스테판 조나스
- 공동제작: 앨런 라탐
- 미술: 지안티토 버치엘라로
- 의상: 팜 다운
- 배역: 제레미 지머먼
- 배역: 안드레아 타나세스쿠